# Сарнадаш-ди-Родан
Сарна́даш-ди-Ро́дан (порт. Sarnadas de Ródão) — населённый пункт и район в Португалии, входит в округ Каштелу-Бранку. Является составной частью муниципалитета Вила-Велья-ди-Родан. По старому административному делению входил в провинцию Бейра-Байша. Входит в экономико-статистический субрегион Бейра-Интериор-Сул, который входит в Центральный регион. Население составляет 693 человека на 2001 год. Занимает площадь 59,83 км².
Покровителем района считается Святой Себастьян (порт. São Sebastião).